# 托馬斯·卡爾
托馬斯·卡爾（英語：Thomas Cale；1848年9月17日—1941年2月3日），是一位無黨籍的政治人物，曾在1907年至1909年擔任阿拉斯加領地眾議院議會代表。

## 生平
卡爾在佛蒙特州奇滕登县昂德希爾出生，在地區學校和貝爾學院讀書直到在1866年移民到紐約州華盛頓縣愛德華堡；1867年－1868年間他曾回去昂德希爾中區的學校任教。
1868年，卡爾搬到威斯康星州豐迪拉克從事教育工作，又在伊甸當農民和鎮書記（1881年－1884年）。1884年起，他首次踏足政壇，擔任豐迪拉克縣議會議員至1886年；後來於1886年成為當地副警長，1888年升為警長。1890年，他轉職為農業機械的銷售員。
1898年，卡爾移居到阿拉斯加領地費爾班克斯，並以無黨籍身份當選第六十屆聯邦國會阿拉斯加領地眾議院議會代表，任期自1907年3月4日到1909年3月3日，惟於1908年時不被提名。後來，他在1910年到1915年於南達科他州麥克勞克林當農民；1915年到1918年則在史蒂芬斯角附近從事農業。
1920年他退休，回歸豐迪拉克居住直到1941年2月3日逝世，安葬在騎兵公墓。